# Nyong (langue)
Pour les articles homonymes, voir Nyong (homonymie).
Le nyong (ou daganonga, daganyonga, mubako, mumbake, ndagam, nyongnepa, samba bali) est une langue de l'Adamaoua parlée au Nigeria dans l'État d'Adamawa et au nord-ouest du Cameroun, dans le département du Ngo-Ketunjia, l'arrondissement de Balikumbat, la plaine de Ndop, particulièrement dans les villages de Balikumbat, Baligansin et Baligashu, également dans le département du Mezam, l'arrondissement de Santa, le village de Baligham.
En 2008 on comptait environ 30 000 locuteurs au Cameroun.